# Moormerland
Moormerland is een gemeente in de Duitse deelstaat Nedersaksen, behorend tot de Landkreis Leer. De gemeente telt 23.875 inwoners. De hoofdplaats is Warsingsfehn. Het Moormerland is tevens een van de vier historische Oost-Friese landschappen van het huidige Landkreis Leer. De andere drie zijn Reiderland (Rheiderland), Overledingerland en Lengenerland.

## Kernen
De gemeente Moormerland bestaat uit elf dorpsgebieden (Ortschaften).
Onderstaande tabel is ontleend aan een brochure uit 2015, die via de website van de gemeente kan worden gedownload:
| Ortschaft       | Aantal inw. 30-06-2015 | oppervlakte in km2 | bijbehorende dorpen/gehuchten       |
| --------------- | ---------------------- | ------------------ | ----------------------------------- |
| Warsingsfehn    | 7.761                  | 12,60              | Warsingsfehnpolder, Rorichmoor      |
| Neermoor        | 4.679                  | 19,21              | Neermoor-Kolonie                    |
| Veenhusen       | 4.004                  | 15,62              | Veenhusen-Kolonie                   |
| Jheringsfehn    | 2.424                  | 10,55              | –                                   |
| Oldersum        | 1.489                  | 11,15              | –                                   |
| Boekzetelerfehn | 755                    | 6,75               | Boekzeteler Hoek                    |
| Hatshausen      | 593                    | 18,82              | Ayenwolde, Büschersfehn, Königshoek |
| Tergast         | 465                    | 9,95               | –                                   |
| Rorichum        | 454                    | 8,72               | –                                   |
| Terborg         | 108                    | 5,45               | Sautelersiel                        |
| Gandersum       | 87                     | 3,20               | –                                   |
| Totaal:         | 22.810                 | 122,02             | —                                   |

## Geografie
Moormerland ligt ten noorden van de stad Leer en wordt aan de westkant begrensd door de rivier de Eems. Langs deze rivier liggen oude terpdorpen als Rorichum, Oldersum en Gandersum. Ter hoogte van dit laatste dorp bevindt zich sinds 2002 een waterkering, de Eemskering (Emssperrwerk). De rest van de gemeente wordt gedomineerd door veengebied, wat ook blijkt uit de dorpsnamen. 
Door de gemeente lopen (en liepen) talrijke kanalen, die vanaf de late 17e eeuw dienden ter afwatering van het nieuw ontgonnen veen en voor vervoer van de aldaar gewonnen turf. Verscheidene van deze Wieke zijn in de 20e eeuw gedempt om voor straten plaats te maken. Het belangrijkste veenkanaal is het Sauter-Kanal dat van noordoost naar west-zuidwest, door Warsingsfehn heen en langs Neermoor loopt, en ten westen van de zandwinningsplassen daar in de Eems uitmondt. Daar bevindt zich aan de Eemszijde van de zijl een jachthaventje. Verder is het Rorichumer Tief vermeldenswaardig, alsmede het bochtige Fehntjer Tief, bij Boekzetelerfehn, dat vermoedelijk een natuurlijk veenriviertje was en uitwaterde op het Boekzeteler Meer en het eveneens bochtige, Oldersumer Sieltief. Geen van deze waterwegen is bevaarbaar, behalve voor kano's en kleine plezierbootjes.

### Naburige gemeenten
- In het noordwesten: Emden
- In het noorden: Ihlow en Großefehn.
- In het oosten: Samtgemeinde Hesel: Neukamperfehn, Hesel en Holtland.
- In het zuiden: Leer.
- In het zuidwesten, aan de andere kant van de Eems: Jemgum.

### Verkeer, infrastructuur

Infrastructuur Oost-Friesland omstreeks 2017. Moormerland ligt bij het cijfer 31 tussen Emden en Leer.

Het dorp Oldersum heeft aan de Eems een kleine haven voor de binnenscheepvaart en de pleziervaart.
De autosnelweg Autobahn A31 gaat door deze gemeente heen. Afrit 7 ligt bij Neermoor, waar ook de Bundesstraße 70 op deze weg aansluit; afrit 8 van de A31 ligt bij Veenhusen.
Door Moormerland loopt wel een spoorlijn, de in 1854 geopende spoorlijn Hamm - Emden, maar de gemeente heeft geen spoorwegstation meer. Oldersum heeft wel een station, maar dit is een zgn. Betriebsbahnhof. Het station te Neermoor is geheel verwijderd.
Er rijden, naast de belbussen van een onderneming uit Rhauderfehn,  (niet zeer frequent) lijnbussen naar o.a. Aurich, Emden en Leer. In deze steden staan de dichtstbijzijnde treinstations voor reizigersverkeer.

## Economie
Zie ook de artikelen over de afzonderlijke dorpen.
- De belangrijkste middelen van bestaan zijn het toerisme (fietsen, waterrecreatie) en de landbouw (melkveehouderij).
- Langs de A31 liggen met name tussen Neermoor aan de westkant en Warsingsfehn aan de oostkant een aantal bedrijventerreinen voor lokaal en regionaal midden- en kleinbedrijf.
- In Tergast staat het Wasserwerk (de drinkwaterwinning) van de stad Emden met bijbehorende watervijvers. Het water wordt onder de grond te Tergast opgepompt.
- In de gemeente wonen tamelijk veel woonforensen, die een werkkring in Emden of Leer hebben. Onder hen zijn talrijke medewerkers van de Volkswagen-fabriek te Emden.

## Geschiedenis
Zie ook de artikelen over de afzonderlijke dorpen.
De huidige gemeente kwam in 1973 tot stand. De elf dorpen waren tot dan toe afzonderlijke gemeentes.

## Politiek

### Samenstelling gemeenteraad
De gemeenteraad bestaat uit 34 gekozen leden, plus een zetel voor de gekozen burgemeester. De raad is sinds de verkiezingen in september 2021 als volgt samengesteld:
| Partij                | 2021 | 2016 |
| --------------------- | ---- | ---- |
| SPD                   | 16   | 16   |
| CDU                   | 10   | 12   |
| Bündnis 90/Die Grünen | 4    | 3    |
| FDP                   | -    | 1    |
| fair-wind             | -    | 1    |
| WML                   | 4    | 1    |

1 De burgemeester is ambtshalve lid van de raad.

### Burgemeester
De laatste burgemeesterverkiezingen waren in 2021. In Nedersaksen geldt voor de burgemeester een ambtsperiode van maximaal acht jaar. Bij de verkiezingen in 2021 werd de partijloze Hendrik Schulz tot burgemeester gekozen.

## Bezienswaardigheden, toerisme, natuurschoon
Zie ook de artikelen over de afzonderlijke dorpen.

### Oude kerken
De meeste van de dorpen in de gemeente bezitten kunsthistorisch belangrijke, soms middeleeuwse, kerkjes, te weten:
- Kerk van Oldersum (1922; de oorspronkelijke kerk werd in 1916 door brand verwoest)
- Kerk van Veenhusen
- Gereformeerde kerk (Neermoor) (1865)
- Hervormde kerk (Neermoor) (1797)
- Jacobikerk (Warsingsfehn) (1894)
- Kerk van Jheringsfehn (1864)
- Maria-Magdalenakerk (Hatshausen) (1783)
- Nicolaaskerk (Rorichum)
- Kerk van Tergast
- Kerk van Gandersum

Zie ook: Lijst van historische kerken in Oost-Friesland.

### Overige
- De gemeente kent enige kleine musea, waaronder het touwslagerijmuseum te Oldersum.
- In de gemeente staan enkele oude windmolens, waarvan er enige gerenoveerd en weer maalvaardig gemaakt zijn; deze kunnen doorgaans incidenteel bezichtigd worden.
- In de gemeente liggen enkele natuurreservaten, o.a. bij Boekzetelerfehn en ten oosten van Veenhusen. Vaak zijn dit hoogveen- of laagveen-reservaten, met aangrenzende graslanden, waar zeldzame, beschermde weidevogels voorkomen. In de gemeente liggen ook enkele visrijke meertjes, die in de meeste gevallen tot de natuurgebieden behoren, en waar alleen wandelaars mogen komen, en waar de leden van plaatselijke hengelclubs mogen vissen. Eén van de tussen Neermoor en de Eems ontstane zandwinningsgroeven is tot recreatieplas (Badesee) omgevormd.
- Op enkele locaties  in de gemeente kan men kano's huren, om daarmee de talrijke kanalen e.d. te bevaren. Ook ligt de gemeente aan enkele toeristische langeafstands-fietsroutes, waaronder de Ems-Radweg. Een Paddel & Pedalstation is een locatie, waar men van een (gehuurde) fiets kan overstappen in een gehuurde kano, of omgekeerd. Deze Paddel & Pedalstations zijn op veel plekken in Oost-Friesland te vinden, in Moormerland o.a. te Rorichum.

## Geboren in de gemeente Moormerland
Een calvinistische theoloog en dichter van epigrammen, Bernardus Nicaes Ancumanus, Duits: Berend Sieger, werd rond 1590 in Rorichum geboren (hij overleed in 1666 in Tergast). Hij is bekend omdat hij een kwalitatief goede vertaling in het Nederduits heeft geschreven van het werk van zijn Engelse collega en religieus geestverwant, John Owen, en van Petrus Molinaeus.